# Macromckenziea
Macromckenziea is een geslacht van kreeftachtigen uit de klasse van de Ostracoda (mosselkreeftjes).

## Soorten
- Macromckenziea anceps (Rome, 1942)
- Macromckenziea australiana (Neale, 1975) Maddocks, 1990 †
- Macromckenziea giambonini Brandão, 2010
- Macromckenziea glacierae Maddocks, 1990
- Macromckenziea gregalis Maddocks, 1990
- Macromckenziea ligustica (Bonaduce, Masoli & Pugliese, 1977) Maddocks, 1990
- Macromckenziea porcelanica (Whatley & Downing, 1984) Maddocks, 1990 †
- Macromckenziea siliquosa (Brady, 1886) Maddocks, 1990
- Macromckenziea swansoni Maddocks, 1990